# A2 (автомагистраль, Германия)
«Автомагистраль А2» (нем. Bundesautobahn 2, сокр. Autobahn 2 или A2) — немецкая автомагистраль, соединяющая Берлин, на востоке, и Рурскую область, на западе страны. Автомагистраль начинается на развязке с 
, у Оберхаузена. Покидая Рурскую долину, трасса проходит через Магдебургскую бёрду и заканчивается на развязке с Берлинским кольцом 
. Автомагистраль А2 обходит важные города, такие как: Дортмунд, Ганновер и Магдебург.

## История
Планы строительства автомагистрали Берлин — Магдебург — Ганновер — Дортмунд начались в середине 1920-х годов. В 1937 году на пересечении с автобаном A1 построена развязка Каменер, одна из самых старых развязок "Клевер".

## Галерея
- Автобан A2 перед Магдебургом
- А2 у Оберхаузена